# Mike McGlinchey (football américain, 1995)
Pour les articles homonymes, voir Mike McGlinchey et McGlinchey.
(en) Statistiques sur pro-football-reference
Mike McGlinchey, né le 12 janvier 1995 à Philadelphie, est un joueur américain de football américain. Il joue offensive tackle en National Football League (NFL).
Au niveau universitaire, McGlinchey a joué pour le Fighting Irish de l'université de Notre-Dame-du-Lac pendant cinq saisons (2013–2017).
Sélectionné lors de la draft 2018 de la NFL par la franchise des 49ers de San Francisco, il y reste pendant quatre saisons et dispute le Super Bowl LIV perdu 20 à 31 contre les Chiefs de Kansas City.
En 2023, il signe chez les Broncos de Denver.

## Biographie

### Jeunesse
McGlinchey étudie en Pennsylvanie aux lycées St. Joseph/St. Robert School de Warrington et au William Penn Charter School (en) de Philadelphie. Il y joue au football américain ainsi qu'au basket-ball.
Il s'engage ensuite avec l'université de Notre-Dame-du-Lac.

### Fighting Irish de Notre Dame
Il ne joue pas en 2013 (statut redshirt) mais participe aux 13 matchs de la saison 2014. En 2015, il devient titulaire et joue les 13 matchs de la saison au poste de right tackle,. Avant le début de la saison 2016, il est déplacé au poste de left tackle,. McGlinchey déclare ensuite qu'il restera à Notre Dame pour y jouer sa cinquième année d'éligibilité en 2017. Il est désigné capitaine d'équipe.
Il termine sa carrière universitaire après avoir joué 51 matchs dont 39 en tant que titulaire.

### 49ers de San Francisco
Les 49ers de San Francisco sélectionnent McGlinchey en 9e choix global lors du 1er tour de la draft 2018 de la NFL. Il est le premier offensive tackle et de deuxième joueur de ligne offensif (derrière son coéquipier de Notre Dame Quenton Nelson choisi en 6e place) à être sélectionné lors de cette draft.
Il signe son contrat rookie le 23 juillet 2018 avec San Francisco pour une durée de quatre ans et un montant de 18,34 millions de $ incluant une prime à la signature de 11,41 millions
McGlinchey commence le camp d'entraînement en tant que titulaire au poste de right tackle en remplacement de Trent Brown parti à la suite d'un échange. L'entraîneur principal Kyle Shanahan le désigne titulaire à ce poste pour le début de saison bien qu'il soit dans son année rookie et commence les seize matchs de la saison en tant que titulaire.
En 2019, McGlinchey joue douze match, une blessure au genou l'ayant privé de quatre matchs. Il participe aux victoires en séries éliminatoires contre les Vikings du Minnesota et les Packers de Green Bay ce qui permet aux 49ers de se qualifier pour le Super Bowl LIV. Ils y sont cependant battus 20 à 31 par les Chiefs de Kansas City.
Le 21 mai 2021, les 49ers activent l'option de cinquième année du contrat de McGlinchey lui garantissant un salaire de 10,9 millions de $ pour la saison 2022. Il subit une déchirure du quadriceps lors de la 9e semaine ce qui met un terme à sa saison.

### Broncos de Denver
Le 15 mars 2023, il signe un contrat de cinq ans pour un montant de 87,5 millions de $ avec les Broncos de Denver.

## Statistiques
| Taille             | Poids           | Bras          | Main          | Sprint   | Sprint   | Sprint   | Shuttle 20 yards | 3 cones drill | Détente        | Détente             | Développé couché | Test Wonderlic |
| Taille             | Poids           | Bras          | Main          | 40 yards | 10 yards | 20 yards | Shuttle 20 yards | 3 cones drill | verticale      | horizontale         | Développé couché | Test Wonderlic |
| 2,03 m (2 ft 7⅞in) | 140 kg (309 lb) | 86 cm (34 in) | 25 cm (10 in) | -        | -        | -        | -                | -             | 72 cm (28½ in) | 2,67 cm (8 ft 9 in) | 24reps           | 37             |

## Vie privée
Son frère Matthew McGlinchey joue au football américain pour Ursinus College.
Il est le cousin de Matt Ryan, quarterback dans la NFL,.